# A kaktusz virága (film)
A kaktusz virága (eredeti cím angolul: Cactus Flower)  1969-ben bemutatott romantikus filmvígjáték. Rendező Gene Saks. Főszereplők: Walter Matthau, Ingrid Bergman és Goldie Hawn. Goldie Hawn Oscar-díjat kapott „legjobb női mellékszereplő” kategóriában. Ez volt Goldie Hawn első filmje.
A forgatókönyv egy Broadway-színdarab alapján készült, aminek előzménye egy francia zenés színdarab, a Fleur de cactus volt, Pierre Barillet és Jean-Pierre Grédy alkotása.
A film ötlete alapján készült a 2011-es Kellékfeleség c. film (fsz. Adam Sandler, Jennifer Aniston).

## Rövid történet
Egy fogorvos házasnak mondja magát, hogy elkerülje az elköteleződést, de amikor beleszeret a barátnőjébe és megkéri a kezét, rá kell vennie a saját asszisztensét, hogy adja ki magát a feleségének, nem tudva róla, hogy a nő szerelmes bele.

## Cselekmény
|  | Alább a cselekmény részletei következnek! |

A történet elején egy 21 éves szőke lány, Toni Simmons egy postaládába levelet dob be, majd a lakásába visszatérve kinyitja az összes gázcsapot és lefekszik, hogy meghaljon. Szerencsére a szomszédja, Igor megérzi a gázszagot, betöri a lakás egyik ablakát, bemászik, elzárja a gázt, és szájból szájba lélegeztetéssel megmenti a lány életét. A lélegeztetés csókban végződik.
A lány elmondja neki, hogy reménytelenül szerelmes egy nős férfiba, akiben csalódott, mert tegnap nem akart találkozni vele.
A lány szerelme Julian, egy fogorvos, aki egyedülálló, de kényelmesebbnek gondolta azt mondani a lánynak, hogy nős és két gyereke van, mert így az nem követeli a házasságot. Toninak ez az őszinteség tetszett a legjobban. Azonban amikor Julian megtudja az öngyilkossági szándékot, a lányhoz rohan, és újraértékeli a hozzáállását. Bejelenti a lánynak, hogy elválik a feleségétől, és őt fogja elvenni. 
Toni azonban lelkiismeretes és érdekli a feleség és a két gyerek sorsa. Toni találkozni akar Julian „feleségével” is. Juliannek ennek megszervezése problémát okoz, azonban adódik a megoldás az asszisztense személyében, aki tíz éve lelkiismeretesen ellátja a munkáját, sőt ezen felül Julian szendvicséről is gondoskodik, figyelmezteti, ha új ingre volna szüksége, stb. Julian megemlíti barátjának, hogy Miss Dickinson olyan, mint egy jó feleség, de este mindenki a saját lakásába megy haza.
Julian könyörög Miss Dickinsonnak, hogy ideiglenesen vállalja el a feleség szerepét, mondja azt Toninak, hogy közös megegyezéssel el akarnak válni, hogy a lány megnyugodjon. Miss Dickinson ezt visszautasítja, másnap azonban mégis elmegy Toni munkahelyére, egy lemezboltba, hogy beszéljen a lánnyal. Minden rendben is megy, barátságosan válnak el, amikor azonban Toni azt látja, hogy Julian „felesége” az utca másik oldalán két gyereket terelget, Toni meghatódik. Megérzi a nő kimondott és ki nem mondott szavaiból, hogy az asszony „még mindig” szereti a „férjét”. 
Amikor ezt elmondja Juliannek, azt letaglózza a hír, mivel semmi ilyesmire nem számított. Toni azt kéri Juliantól, hogy találjon a „feleségének” egy rendes pasast (tkp. azt szeretné, ha a nő és a gyerekek nem maradnának apa nélkül). 
Julian az iskolatársát, a potyázó Harvey-t kéri meg a szerep eljátszására (aki amúgy is színész). Toninak azonban nem tetszik Harvey durva viselkedése. Julian ezután egyik páciensét, Señor Arturo Sánchezt javasolja, aki igazi latinos úriember, és régóta udvarol Miss Dickinsonnak. Azonban Miss Dickinson Señor Arturo Sánchez helyett Toni szomszédjával, Igorral táncol (aki jóval fiatalabb nála).
Bonyolítja a dolgot, hogy Julian nerc-stólát ajándékoz Toninak, aki azt ódivatúnak tartja, és Miss Dickinsonnak ajándékozza Julian levelével együtt. Miss Dickinson azt hiszi, hogy az ajándékot Julian neki küldte, rejtett érzelmei kifejezésére, ezért teljesen kivirul és szórakozottan kezd viselkedni (két beteg kartonját felcseréli).
Végül Toni rájön, hogy Igor jobban illik hozzá, Julian pedig rájön, hogy őhozzá Miss Dickinson illik, akinek házassági ajánlatot tesz.
A Miss Dickinson asztalán lévő kaktusz a történet végére virágot hoz.
|  | Itt a vége a cselekmény részletezésének! |

## Szereposztás
| színész        | szerep                   | megjegyzés                                    | magyar hang     |
| -------------- | ------------------------ | --------------------------------------------- | --------------- |
| Walter Matthau | Dr. Julian Winston       | fogorvos                                      | Gábor Miklós    |
| Ingrid Bergman | Stephanie Dickinson      | Dr. Winston asszisztense                      | Ruttkai Éva     |
| Goldie Hawn    | Toni Simmons             | Dr. Winston barátnője                         | Halász Judit    |
| Jack Weston    | Harvey Greenfield        | Dr. Winston valamikori iskolatársa és barátja | Körmendi János  |
| Rick Lenz      | Igor Sullivan            | Toni szomszédja, író                          | Harsányi Gábor  |
| Vito Scotti    | Señor Arturo Sánchez     | Dr. Winston páciense, diplomata               | Szatmári István |
| Irene Hervey   | Mrs. Durant              | Dr. Winston páciense                          | Tábori Nóra     |
| Eve Bruce      | Georgia                  | Harvey Greenfield barátnője                   | Schubert Éva    |
| Irwin Charone  | a hanglemezbolt vezetője | Toni főnöke                                   | Gyenge Árpád    |
| Matthew Saks   | unokaöccs                | Mrs. Dickinson egyik unokaöccse               | (néma szerep)   |

A magyar szinkron 1971-ben készült a Pannónia Filmstúdióban.

## Megjelenése
A film DVD-n 2002. április 23-án jelent meg.

## Bevételek
A film a 7. legjobban jövedelmező film volt 1970-ben.

## Fogadtatás
A filmkritikusok véleményét összegző Rotten Tomatoes 88%-ra értékelte 17 vélemény alapján.
A film már megjelenésekor sikert aratott mind a kritikusok, mind a közönség körében. 1969 és 1970 során az egyik legtöbbet jövedelmező filmmé vált.
Howard Thompson, a The New York Times filmkritikusa szerint „I. A. L. Diamond őszinte forgatókönyve és Gene Saks rugalmas rendezése levegőhöz juttatja a történetet.”
Roger Ebert, a Chicago Sun-Times filmkritikusa véleménye az, hogy „a film jobb, mint a színdarab”.
A film Ingrid Bergman visszatérése volt a vászonra. Az 1940-es évek után visszament Európába, és szerelmi viszonyt folytatott Roberto Rossellini olasz filmrendezővel. Ez sok pletykára adott okot, és ahhoz vezetett, hogy az  Egyesült Államok filmstúdiói nem kötöttek vele szerződést. Az Anastasia című filmmel való visszatérése után keresték meg ennek a filmnek a szerepével, amit elfogadott, mint első vígjátéki szereplését.
Goldie Hawn itt jelenik meg először a filmvásznon, és egyből sikert arat. Alakítása a filmben Oscar-díjat eredményezett a számára.

## Díjak, jelölések
elnyert díjak:
- Oscar-díj a legjobb női mellékszereplőnek – Goldie Hawn
- Golden Globe-díj a legjobb női mellékszereplőnek – Goldie Hawn
- 1970, David di Donatello-díj, Special David – Goldie Hawn

jelölések:
- BAFTA-díj a legjobb női főszereplőnek – Goldie Hawn
- Golden Globe-díj a legjobb női főszereplőnek – filmmusical vagy vígjáték – Ingrid Bergman
- 1969, Writers Guild of America Award, „legjobb adaptált vígjáték” – I. A. L. Diamond (ez volt az egyetlen olyan írása, amit nem közösen írt Billy Wilderrel)

## Forgatási helyszínek
- 252 W. 11th Street, Manhattan, New York – Toni lakása
- 418 6th Avenue, Manhattan, New York – Slipped Disc éjszakai klub
- 767 5th Ave, Manhattan, New York – General Motors bemutatóterem
- E 55th Street and Madison Avenue, Manhattan, New York – hot dog árus standja

## Idézet a filmből
- Julian Tonihoz: Mit mondott az az őrült nőszemély, vagyis a feleségem?
- Toni: Nem az az érdekes, amit mondott, hanem az, amit elhallgatott.
- Julian: Hát akkor meséld el, amit elhallgatott, de szóról-szóra.

## Fordítás
- Ez a szócikk részben vagy egészben  a   Cactus Flower (film) című angol Wikipédia-szócikk fordításán alapul.  Az eredeti cikk szerkesztőit annak laptörténete sorolja fel. Ez a jelzés csupán a megfogalmazás eredetét és a szerzői jogokat jelzi, nem szolgál a cikkben szereplő információk forrásmegjelöléseként.